# یوال‌اس ایرلاینز کارگو
یوال‌اس ایرلاینز کارگو (به انگلیسی: ULS Airlines Cargo) یک شرکت هواپیمایی با کد یاتا GO است که در تاریخ ۲۰۰۴ میلادی تأسیس شده است.
دفتر مرکزی یوال‌اس ایرلاینز کارگو در استانبول، ترکیه واقع شده‌است و قطب این شرکت هواپیمایی در فرودگاه بین‌المللی آتاترک قرار دارد و به ۱۰ مقصد، پرواز مستقیم انجام می‌دهد.